# 1936 في رومانيا
فيما يلي قوائم الأحداث التي وقعت خلال عام 1936 في رومانيا.

## رياضة
- 12 يوليو – دوري الدرجة الأولى الروماني 1935–36 الفائز نادي ريبنسيا تيميشوارا.

## مواليد

### يناير
- 1 يناير – أوريليا سوك لاعبة كرة يد رومانية.
- 1 يناير – فيرجيل هانت لاعب كرة يد روماني.
- 27 يناير – فلورين بيرسك ممثل روماني.

### فبراير
- 22 فبراير – آدم بودور كاتب مجري.
- 29 فبراير – مارين سوريسكو كاتب روماني.

### أبريل
- 15 أبريل – بيتري إفانسكو لاعب كرة يد روماني.

### سبتمبر
- 7 سبتمبر – بيتر فروند فيزيائي أمريكي.

### نوفمبر
- 13 نوفمبر – إيدا بودينج
- 19 نوفمبر – ميهاي يونسكو لاعب كرة قدم روماني.
- 28 نوفمبر – ميخائيل هاريش سياسي إسرائيلي.

### ديسمبر
- 12 ديسمبر – يولاندا بالاش منافِسة أوليمبية رومانية.
- 23 ديسمبر – بيتر إل. همر رياضياتي أمريكي.

## وفيات

### مارس
- 10 مارس – أ. دي هيرز (مواليد 1887) كاتب مسرحي روماني.

### ديسمبر
- 8 ديسمبر – دايفيد فريدمان (مواليد 1898)